# Бескислородная медь
Бескислородная медь — электролитическая медь, свободная от медных оксидов.

## Процесс получения
В меди, получаемой путём электролиза из медной руды, обычно присутствует значительное количество оксида меди, который при последующем отжиге в атмосфере водорода взаимодействует с ним (водород легко проходит через металл и восстанавливает Cu2O). Образующиеся при этом пары воды портят металл, образуя трещины, поры, пустоты (так называемая водородная болезнь меди). Во избежание этого после отжига в атмосфере водорода медь переплавляется в вакууме.
На этапах дальнейшей трансформации меди для снижения содержания кислорода и предотвращения «водородной болезни» к полуфабрикатам и готовым изделиям неэлектротехнического назначения применяется раскисление фосфором. Так, медь советской (российской) марки М1Ф и её европейского аналога Cu-DHP содержит от 0,012 % (0.015 % для Cu-DHP) до 0,04 % массовой доли фосфора, отчего содержание кислорода в ней стремится к нулю и в силу этого не нормируется.
13 апреля 2021 года во Владикавказе (Республика Северная Осетия-Алания, Российская Федерация) начал работу единственный в России завод по производству бескислородной меди.
Официальный запуск модернизированного плавильного участка состоялся на владикавказском заводе «Кристалл». Впервые после долгих лет простоя предприятие начало производить востребованную на российском рынке продукцию — бескислородную вакуумно-плавленую медь.

## Применение
Из бескислородной меди марки М1Ф (согласно ГОСТ 1173—2006) изготавливаются фольга, ленты и листы, которые имеют множество областей применения, например, в качестве кровельного материала и экранов, а также трубы для воды, газа (ГОСТ Р 52318-2005) и фитинги (ГОСТ Р 52922-2008). Кроме того, производятся так называемые бескислородные и чистые медные провода.
Бескислородный медный провод представляет собой медную кабельную проволоку, в которой содержание собственно меди составляет более чем 99,95 % от общего объёма, кислорода не более 0,003 %, а общее количество примесей не более чем 0,05 %. Чистый медный провод имеет немного более низкое содержание меди, чем бескислородный — 99,5 % до 99,95 %, в качестве примесей могут присутствовать некоторые другие металлы, такие как железо. Чистые и бескислородные медные провода обладают превосходной проводимостью, теплопроводностью и пластичностью, а бескислородные, кроме того, наивысшей проводимостью и устойчивостью к окислению.